# Ville de Varsovie
Pour les articles homonymes, voir varsovie (homonymie).
Le Ville de Varsovie est un navire de 80 canons de classe Bucentaure de la ligne de la marine française, conçu par Chaumont à partir des plans originaux du « Vauban de la marine » Jacques-Noël Sané. 

## Lancement
Le navire a été déposé à l'arsenal de Rochefort, France, sous le nom de Tonnant le 22 mars 1805. En 1807, Napoléon Bonaparte fonda le Duché de Varsovie et voulut mobiliser le sentiment national polonais au nom de la France. En conséquence, le Tonnant fut rebaptisé Ville de Varsovie alors qu'il était encore en construction.  
Le navire a été lancé le 10 mai 1808, puis mis en service le 18 juin 1808 sous le commandement du capitaine Mahé. Il fit partie de l'escadron de Rochefort. 

## Carrière
En avril 1809, le Ville de Varsovie faisait partie de la flotte de l'Atlantique française bloquée dans les routes basques à l'embouchure de la Charente sur la côte de Gascogne en France par un escadron de la Royal Navy, alors qu'il n'est accompagne que de trois autres vaisseaux : l’Aquilon, le Calcutta et le Tonnerre. 
L'après-midi du 12 avril, lors de la bataille des routes basques, le Ville de Varsovie s'est échoué sur des rochers à marée basse dans les routes basques près de Charenton lorsque des navires de guerre britanniques ont attaqué. Après deux heures de martèlement par la flotte britannique avec peu de chance de riposter, la Ville de Varsovie s'est rendue après que son équipage a subi environ 100 pertes, et le navire britannique de 74 canons de troisième ordre de la ligne HMS Revenge capturée. Bien que le chef de l'attaque britannique, Lord Thomas Cochrane, ait désapprouvé la décision, le commandant du navire de troisième ordre de 74 canons de la ligne HMS Valiant, le capitaine John Bligh, jugea le Ville de Varsovie irréparable et y mit le feu dans la nuit du 12 au 13 avril 1809.  
L'incendie acheva la destruction du Ville de Varsovie durant les heures qui précédèrent l'aube du 13 avril 1809.